# Alcácime Canune ibne Mu ibne Alcácime
Alcácime ou Alcacim Canune ibne Mu ibne Alcácime, também chamado Alcácime I ou Alcacim I, foi califa do Califado Idríssida do Magrebe que governou de 937/938 até 948/949. Foi antecedido por seu irmão Haçane I e sucedido por seu filho Abul Aixe Amade.

## Vida
Alcácime era filho de Mu ibne Alcácime e irmão do califa Haçane I (r. 925–927). Em 927, Haçane foi morto numa conspiração e o país ficou sob controle do general Muça ibne Abul Afia, que sujeitou o Califado Idríssida ao Califado de Córdova do Alandalus. O Califado Fatímida da Ifríquia interveio e ajudou os idríssidas a derrotarem Muça. Em 937, Alcácime assumiu o poder a partir da fortaleza de Hajar Nácer, governando em nome do califa fatímida. Seu governo durou até 948/949, quando faleceu. Foi sucedido por seu filho Abul Aixe Amade. Alcácime ainda teve outro filho chamado Haçane.